# Сколдо (Бјела)
Сколдо је насеље у Италији у округу Бијела, региону Пијемонт.
Према процени из 2011. у насељу је живело 34 становника. Насеље се налази на надморској висини од 520 м.